# Allison Pineau
Allison Marie Pineau (n. 2 mai 1989, în Chartres) este o jucătoare franceză de handbal care, începând din sezonul competițional 2020-2021, va juca la clubul muntenegrean ŽRK Budućnost. Pineau evoluează pe posturile de coordonator de joc și intermediar stânga în echipa națională de handbal a Franței.
Allison Pineau a participat la Campionatul Mondial din 2009, din China, unde a câștigat medalia de argint cu naționala Franței și a fost selecționată în all-star team-ul competiției, pentru postul de coordonator.
Pe 7 martie 2012, Pineau a anunțat printr-o conferință de presă că a semnat un contract pe doi ani cu CS Oltchim Râmnicu Vâlcea și că se va alătura clubului român pe 1 iulie 2012.

## Premii și distincții
- Cel mai bun intermediar stânga la Jocurile Olimpice din 2016[5]
- Cel mai bun coordonator de joc la Campionatele Mondiale din 2009 și 2011[6]
- Votată cea mai bună jucătoare a anului 2009 de către un juriu alcătuit din experți ai Federației Internaționale de Handbal[7]

## Palmares
- Jocurile Olimpice:
  -  Medalie de argint: 2016

- Campionatul Mondial:
  -  Medalie de aur: 2017
  -  Medalie de argint: 2011
  -  Medalie de argint: 2009

- Campionatul European: 
  -  Medalie de bronz: 2016